# 大西行礼
大西 行礼（おおにし ゆきのり、1870年9月25日（明治3年9月1日）– 没年不詳）は、日本の実業家、蔵書家。

## 概要
1870年、香川県の士族、素封家である大西家当主・大西唯一の長男として出生。1874年（明治7年）12月に家督を継ぎ、1893年（明治26年）に明治法律学校（現・明治大学）を卒業した。百十四銀行重役などを務める一方で農業も営み、香川県の高額納税者であった。四国財界の代表者と言われ、四国第1位の資産家であった。また、重要文化財などを含む、多くの和漢の書籍を所有し、日本では稀に見る蔵書家と称された。

## 親族
- 妹：伊藤ゑい（貴族院議員・伊藤長次郎の妻。伊藤家は播磨伊保村 (兵庫県)の大地主で、長次郎は高額納税者[2]）
- 妻：橋本タツ（広島銀行頭取・橋本龍一の叔母）
- 長男：大西虎之介（貴族院議員、高松琴平電気鉄道創立者）
- 三男：大西禎夫（衆議院議員）
- 長女：大西ノブ（鈴木仁十郎の妻）
- 二女：大西万寿（川崎製鉄会長・大森尚則の妻）
- 三女：大西節（広島銀行頭取・橋本龍一の妻）
- 孫：大西潤甫（高松琴平電気鉄道社長、父は虎之介）